# Orthorisma crassistriga
Orthorisma crassistriga là một loài bướm đêm trong họ Geometridae.